# Quốc lộ 47
Quốc lộ 47 là đường bộ quốc gia thuộc địa phận tỉnh Thanh Hóa, Việt Nam.
Quốc lộ 47 có chiều dài 138 km, điểm đầu thuộc phường Sầm Sơn, điểm cuối là cửa khẩu Khẹo, xã Bát Mọt.
Quốc lộ 47 đi qua các thành phố cũ: Sầm Sơn, Thanh Hóa và các huyện cũ: Triệu Sơn, Thọ Xuân, Thường Xuân.